# Per Nilsson (ginnasta)
Per Elis Albert Nilsson (Stoccolma, 4 gennaio 1890 – Stoccolma, 18 giugno 1964) è stato un ginnasta svedese.

## Palmarès

### Olimpiadi
- 1 medaglia:
  - 1 oro (Stoccolma 1912 nel concorso svedese a squadre)